# Konstanty Jezierski

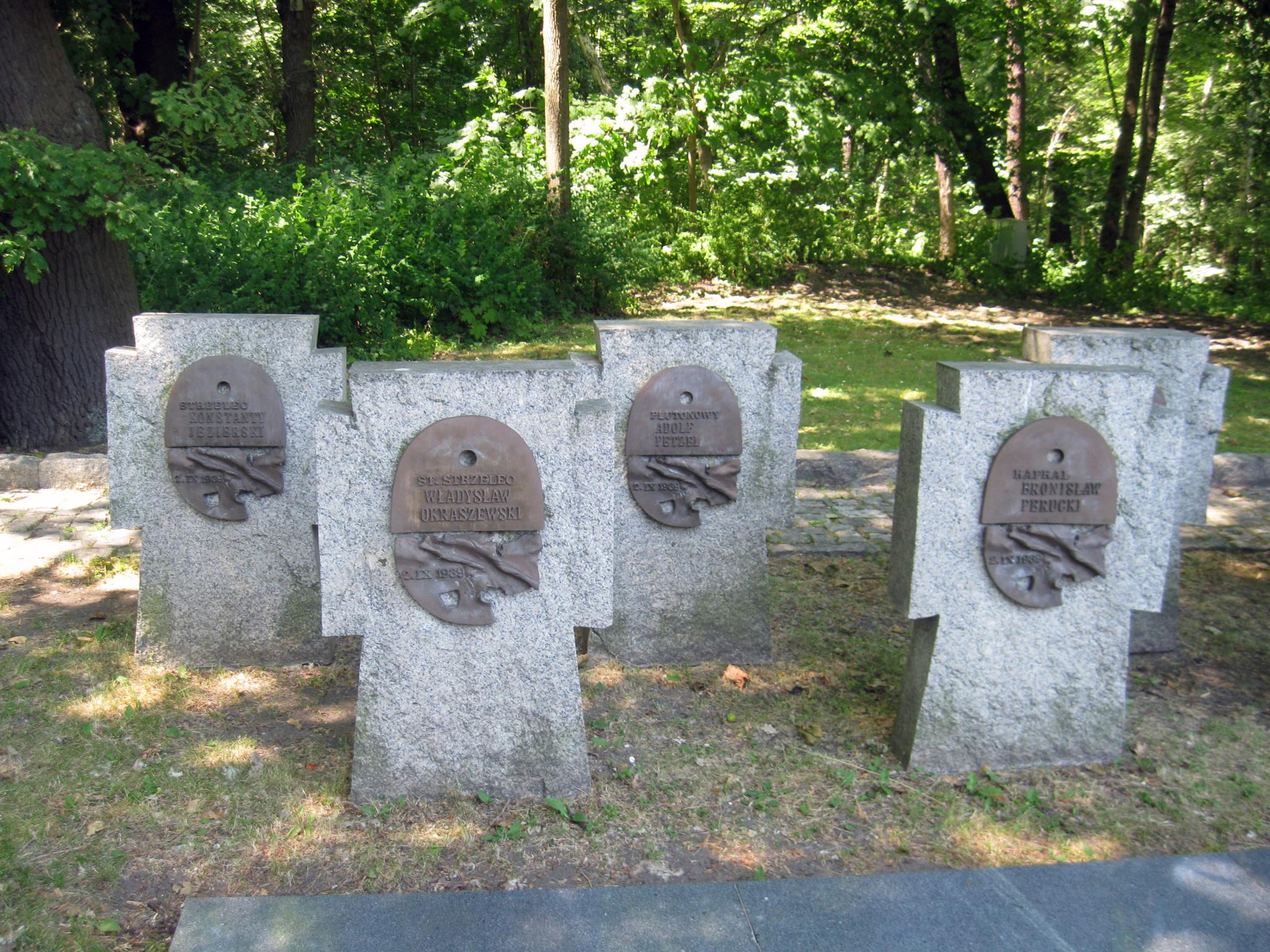
Nagrobek Konstantego Jezierskiego i innych westerplatczyków na Cmentarzu Żołnierzy Wojska Polskiego na Westerplatte

Konstanty Jezierski (zm. 1 września 1939) – starszy strzelec Wojska Polskiego, członek załogi Wojskowej Składnicy Tranzytowej na Westerplatte w wojnie obronnej 1939 roku. Był prawdopodobnie pierwszą ofiarą drugiej wojny światowej – umarł od ran w wartowni nr 3, jako pierwszy żołnierz poległy w tym konflikcie zbrojnym.